# Dieu Protège
Le Dieu Protège est un voilier de charge, motorisé dès l'origine. Sa spécialisation fut l'extraction et le transport du sable. Il appartient depuis 1990 au Port-musée de Douarnenez.

## Histoire
La gabare sablière Dieu Protège fut construite au chantier Keraudren de Camaret-sur-Mer en 1951 pour son premier patron, Yves Floch, de Lampaul-Plouarzel.
C'est un solide bâtiment en bois, ayant une cale de 120 m3 de charge. Il est doté d'un mât de charge, avec une benne de 1,5 tonne sur treuil à moteur pour l'extraction du sable.
Il est doté d'un gréement dundee avec trois voiles : grand voile, trinquette et artimon.
Durant 35 ans de carrière d'extraction et de transport, il n'a connu que deux patrons. Il a participé activement aux chantiers de reconstruction de la ville de Brest. Il a terminé sa carrière en 1986.
Racheté par la ville de Douarnenez en 1990, il a subi une première restauration, à Port-Rhu en 1993. Actuellement, il est en restauration mais reste visitable durant les travaux.